# Trichopoda alipes
Trichopoda alipes är en tvåvingeart som beskrevs av Wulp 1892. Trichopoda alipes ingår i släktet Trichopoda och familjen parasitflugor. Inga underarter finns listade i Catalogue of Life.